# Spisesalen på Alcatraz
Spisesalen på Alcatraz, ofte kaldet Mess Hall, er spisesalen i Alcatraz Federal Penintentiary, hvor fangerne og personalet indtog deres måltider. Spisesalen ligger i den vestlige ende af det centrale cellehus, der ligger midt på øen. Salen er forbundet med blokken via en korridor, der er kendt som "Times Square", fordi man passerer under et stort ur, når man nærmer sig indgangen til spisesalen. Denne fløj omfatter spisesalen samt køkkenet bag den.

## Regler
Et pift i en fløjte var signal om, at det var spisetid. Mændene spiste i hold alt efter hvilken blok, de var indsat i. Der var også regler for hvor man skulle sidde, hvor man måtte have sine hænder og hvornår man måtte begynde at spise. Fangerne blev vækket kl. 6:30 og sendt til morgenmad kl. 6:55.
En menu i 1934 bestod af havregryn, mælk, stegt bolognapølse, stegte kartofler, toast, oleomargarine og kaffe til morgenmad, bønnesuppe, roastbeef, sovs, kartoffelmos og kaffe til frokost og svinekød og bønner, majsbrød, kartoffelsalat, abrikoser, brød, oleomargarine og kaffe til aftensmad. En morgenmenu er stadig bevaret fra den 21. marts 1963. Menuen bestod af diverse kornprodukter, røræg, mælk, frugtkompot, brød, ristet brød og smør. Frokosten blev serveret i spisesalen kl. 11:20 efterfulgt af 30 minutters hvile i cellen, før man vendte tilbage og arbejdede indtil kl. 16:15. Middagen blev serveret kl.16:25, og fangerne skulle så trække sig tilbage til deres celler kl. 16:50 for at blive låst inde for natten.
De indsatte fik lov til at spise så meget, som de ville, inden for 20 minutter, forudsat at de smed affaldet i skraldespanden. Rapporter om svineri kunne betyde, at fangen fik fjernet sine privilegier, hvis vedkommende gjorde det til en vane.
Ved afslutningen af hvert måltid blev gafler, skeer og knive lagt ud på bordet og omhyggeligt talt op for at sikre, at intet blev hugget, da bestikket kunne anvendes som potentielle våben. Det var fangerne forbudt at tale, mens de spiste, selv om mange gjorde det diskret alligevel. Planer om flugt blev ofte diskuteret på denne måde.
Hvert spisebord havde bænke med plads til seks mænd, selv om mindre borde og stole med plads til fire senere erstattede disse. Alle indsatte samt vagter og embedsmænd spiste sammen; spisesalen havde således siddepladser til mere end 250 mennesker. Maden, der serveres på Alcatraz, var efter sigende den bedste i USA's fængselssystem. På anden sal var der et auditorium, hvor der blev vist film vist for de indsatte i weekenden.

## Sikkerhed
Skydegalleriet lå i Fængselsgården på Alcatraz, over spisesalen. Der var desuden en metaldetektor uden for salen af sikkerhedsmæssige hensyn. >I spisesalen var der tåregasbeholdere opsat på spærene i loftet, og de kunne aktiveres ved fjernstyring, hvis de indsatte forsøgte på optøjer eller viste tegn på at ville flygte.
Den første opsynsmand, James A. Johnston, gik altid ind i spisesalen alene og ubevæbnet, da der var mange vagter omkring ham. Der er i Alcatraz' historie flere gange udbrudt optøjer i spisesalen. De fanger, der ikke var involveret i kampene gemte sig under spisesalens borde for at undslippe en eventuel ildkamp.

## I populærkulturen
Spisesalen på Alcatraz har figureret i en lang række film, tv-programmer og romaner, ofte hvor kriminelle udklækker flugtplaner eller forbrydelser, de vil begå, når de er sluppet bort. Spisalen har fx været vist i scener i film som Don Siegel og Clint Eastwoods Flugten fra Alcatraz (1979) og Naked Gun 33 ⅓: The Final Insult (1994) med en parodi på filmen fra 1979.